# Peraleda de la Mata
Peraleda de la Mata è un comune spagnolo di 1 454 abitanti situato nella comunità autonoma dell'Estremadura.

## Monumenti e luoghi d'interesse
- Dolmen di Guadalperal, monumento megalitico.